# 岩崎初太郎
岩崎 初太郎（いわさき はつたろう、1870年2-3月（明治3年1月） - 1943年（昭和18年）10月15日）は、大日本帝国陸軍軍人。最終階級は陸軍少将。功四級。

## 経歴・人物
東京府出身。1890年（明治23年）陸軍士官学校第1期卒業、ちなみに 1890年（明治23年）7月29日の官報によると、陸軍士官学校第1期を歩兵科35番/103名で卒業している。翌年、陸軍歩兵少尉に任官する。
1904年（明治37年）7月に日露戦争に出征中に重傷を負う。帰朝後、大阪陸軍地方幼年学校長、1907年（明治40年）11月に陸軍歩兵中佐・歩兵第62連隊附、1912年（明治45年）3月8日に小倉連隊区司令官を経て、同月11日に陸軍歩兵大佐に進級。
その後、1913年（大正2年）8月に歩兵第68連隊長、1915年（大正4年）8月に陸軍中央幼年学校長を経て、1917年（大正6年）8月に陸軍少将に昇進し、1920年（大正9年）5月に歩兵第39旅団長を経て、1921年（大正10年）6月に待命、同年9月に予備役に編入した。

## 栄典
位階
- 1894年（明治27年）2月28日 - 従七位[6]
- 1897年（明治30年）12月15日 - 正七位[7]
- 1907年（明治40年）12月27日 - 正六位[8]
- 1912年（明治45年）5月10日 - 従五位[9]

勲章等
- 1914年（大正3年）5月16日 - 勲三等瑞宝章[10]
- 1940年（昭和15年）8月15日 - 紀元二千六百年祝典記念章[11]